# Astragalus linifolius
Astragalus linifolius là một loài thực vật có hoa trong họ Đậu. Loài này được (Osterh.) Osterh. miêu tả khoa học đầu tiên.